# Нікольське (Смольковська сільрада)
Нікольське (рос. Никольское) — присілок в Городецькому районі Нижньогородської області Російської Федерації.
Населення становить 69 осіб. Входить до складу муніципального утворення Смольковська сільрада.

## Історія
Від 2009 року входить до складу муніципального утворення Смольковська сільрада.

## Населення
| 2002 | 2010 |
| ---- | ---- |
| 20   | ↗69  |